# Мясник

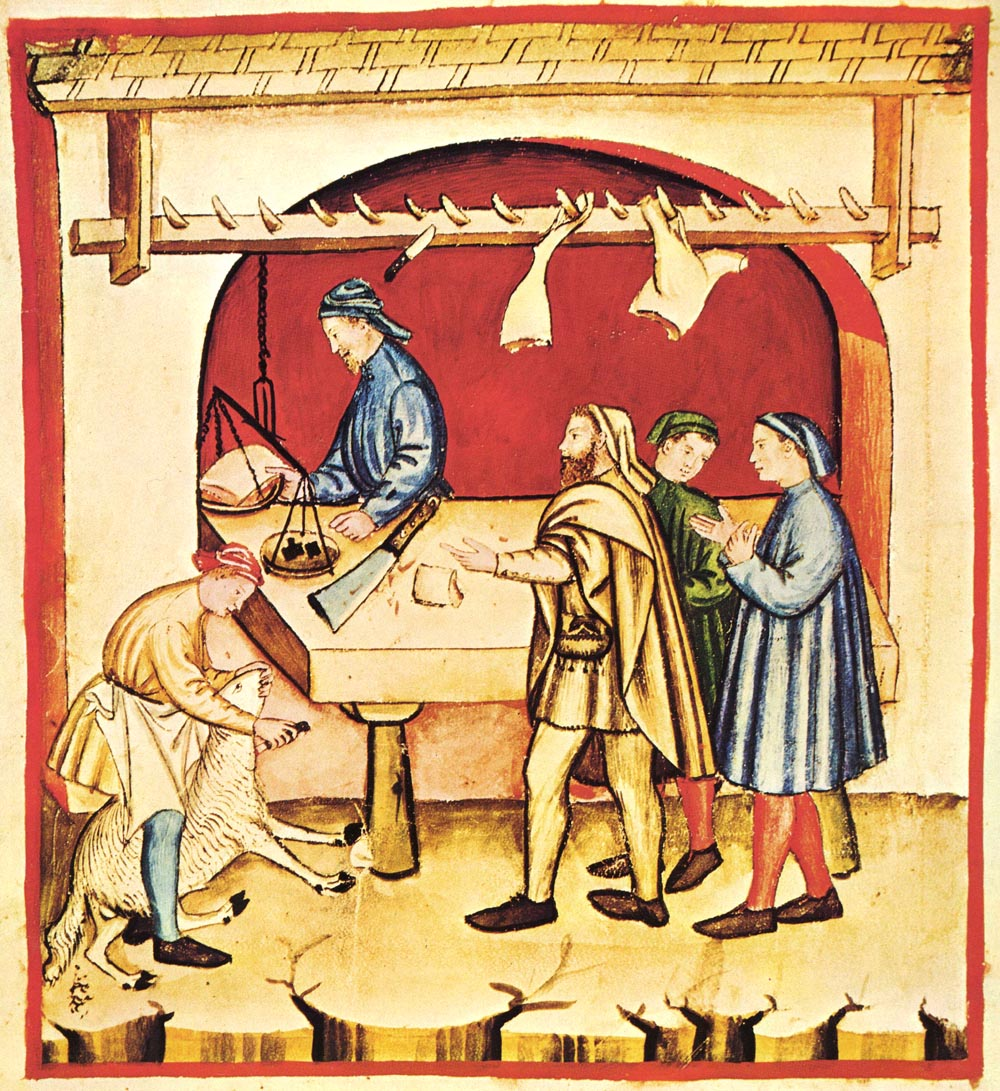
Рисунок мясной лавки XIV века

Мясни́к — профессия, представитель которой занимается забоем животных, снятием их шкур, разделкой туш, продажей их мяса или совершает любые комбинации этих задач. Он может подготавливать стандартные куски мяса, птицы, рыбы, моллюсков и ракообразных на продажу в учреждениях розничной или оптовой торговли и питания. Мясники могут работать в универмагах, продуктовых магазинах, мясных и рыбных рынках или по найму частным образом.

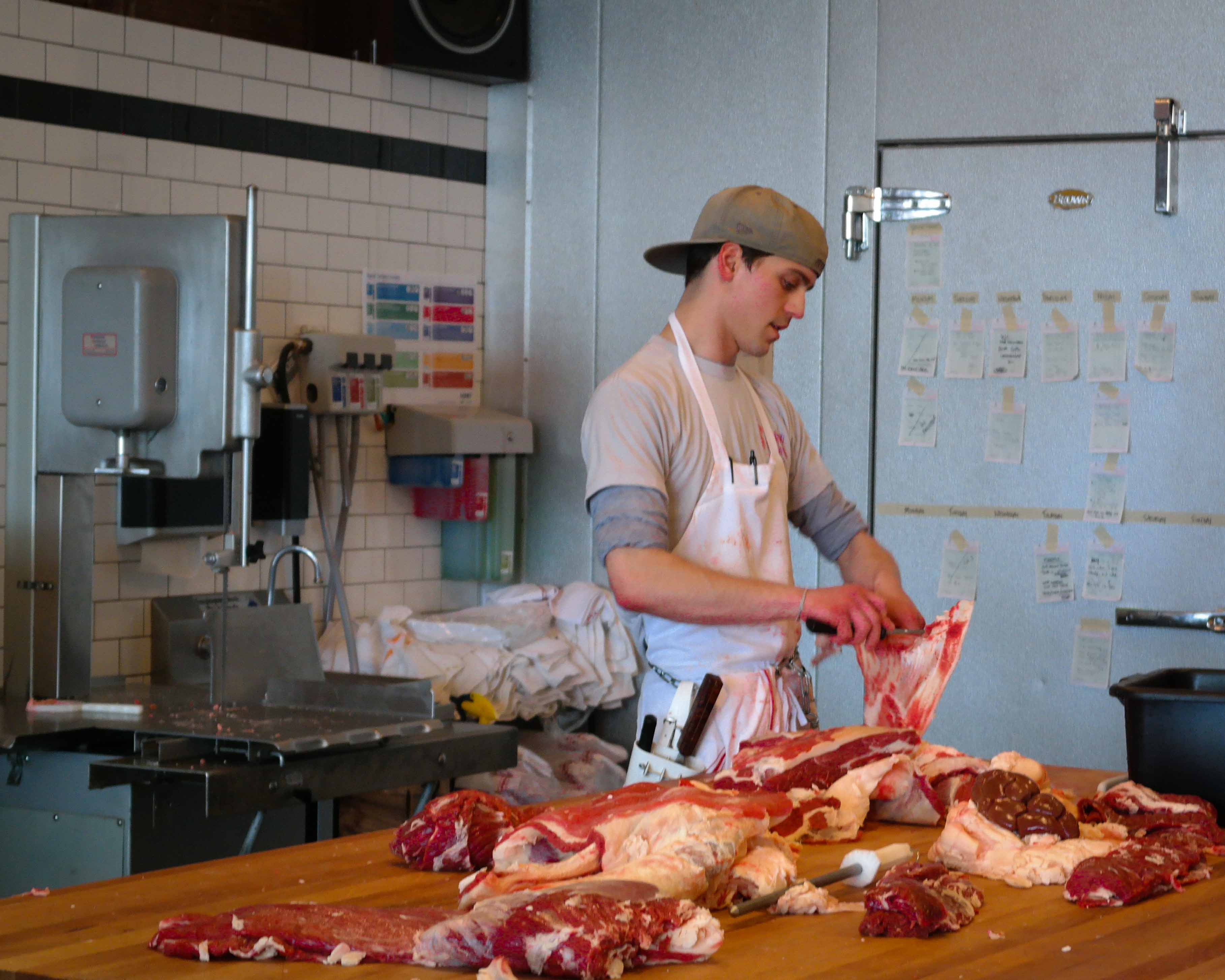

Будучи одной из древнейших профессий, корни которой восходят ко временам одомашнивания скота, мясники сформировали свою первую гильдию в Англии ещё в 1272 году. Сегодня во многих законодательствах существует выдача профессиональных сертификатов для права работы мясником. В некоторых регионах требуется пройти трёхлетнее обучение, чтобы иметь возможность стать квалифицированным мясником.